# تنکو
تنکو (انگلیسی: Tenneco) شرکت خودروسازی آمریکایی است، که در سال ۱۹۴۰ تأسیس شد.